# Zdeněk Plech

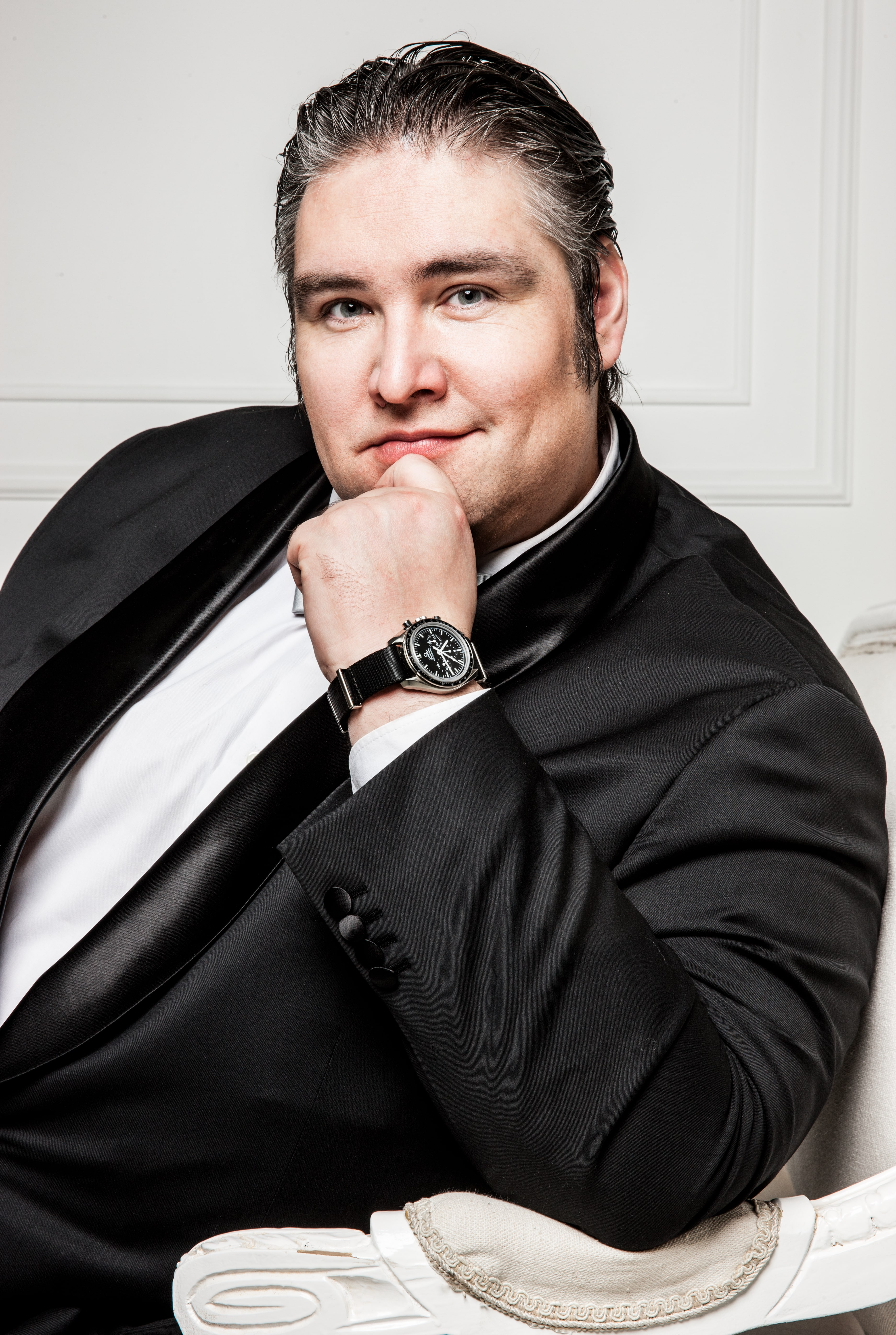
Zdeněk Plech (2019)

Zdeněk Plech (* 3. Juli 1977 in Brünn) ist ein tschechischer Opern-, Konzert- und Musicalsänger in der Stimmlage Bass, sowie Komponist, der seit 2004 dem Ensemble des Prager Nationaltheaters angehört.

## Leben
Zdeněk Plech studierte in seiner Heimatstadt Brünn Gesang an der Janáček-Akademie für Musik und Darstellende Kunst (JAMU) bei Marta Beňačková. Seine Karriere begann am Mährischen Theater in Olomouc, von 2000 bis 2004 gehörte er dem Nationaltheater in Brünn an und verkörperte dort etwa 20 Rollen, ehe er ins Ensemble des Prager Nationaltheaters wechselte. Dort und vereinzelt an anderen Opernhäusern ist er aktuell (Stand: Saison 2018/19) mit einem breiten Repertoire zu hören.
Außerhalb seines Heimatlandes war er u. a. in Deutschland (Berlin), Österreich, Frankreich, Ungarn, Brasilien und Japan zu hören. Außerdem trat er 2004 an der Metropolitan Opera New York und 2006 an der Canadian Opera Company in Toronto auf.
Sein Konzertrepertoire umfasst u. a. die Basspartien in Dvořáks Stabat Mater, Bachs Weihnachtsoratorium und Verdis Requiem.
Zdeněk Plech tritt außerdem in Musicals auf (u. a. in Cats) und schrieb die Musicals Marnotratný syn und Kazatel.
Seit 2013 unterrichtet er an der Janáček-Akademie für darstellende Kunst in Brünn.

## Opernrepertoire in Auswahl
Der tschechischsprachige Wikipediaeintrag bietet eine genaue chronologische Auflistung von Zdeněk Plechs Rollendebüts und der zugehörigen Produktionen.
- Ludwig van Beethoven
  - Fidelio – Rocco
- Vincenzo Bellini
  - Norma – Oroveso
- Benjamin Britten
  - Albert Herring – Mr. Budd

- Gaetano Donizetti
  - Don Pasquale – Don Pasquale
- Antonín Dvořák
  - Rusalka – Wassermann
  - Die Teufelskäthe – Lucifer
- Ilja Hurník
  - Stažená hrdla – Direktor (Besetzung der Uraufführung 1997)
- Bohuslav Martinů
  - The Greek Passion – Fotis
- Wolfgang Amadeus Mozart
  - La clemenza di Tito – Publio
  - Don Giovanni – Leporello, Komtur, Masetto
  - Die Entführung aus dem Serail – Osmin
  - Die Zauberflöte – Sarastro
- Giovanni Battista Pergolesi
  - La serva padrona – Uberto
- Giacomo Puccini
  - La Bohème – Colline
- Igor Strawinsky
  - Oedipus Rex – Creon
- Bedřich Smetana
  - Die verkaufte Braut – Kecal
  - Das Geheimnis (Tajemství) – Malina

- Giuseppe Verdi
  - Aida – Ramphis, König
  - Don Carlo – Großinquisitor
  - Rigoletto – Sparafucile
  - Simon Boccanegra – Pietro
  - Il trovatore – Ferrando

- Richard Wagner
  - Das Rheingold – Fasolt
  - Götterdämmerung – Hagen